# Roxen (artist)
Larisa Roxana Giurgiu, mer känd under sitt artistnamn Roxen, född 5 januari 2000 i Cluj-Napoca, är en rumänsk sångerska som har skivkontrakt med Global Records. Hen blev känd då hen under 2019 medverkade på Sickotoys låt "You Don't Love Me" som hamnade på en tredjeplats i Rumänien och spelades flitigt på radion i några länder.
Roxen blev uttagen till att representera Rumänien i Eurovision Song Contest 2020 i Rotterdam där hen skulle ha deltagit i den första semifinalen den 12 maj 2020 med låten "Alcohol You". Tävlingen ställdes dock in på grund av coronaviruspandemin 2019–2021, vilket gjorde att Roxen istället fick medverka i 2021 års tävling med en ny låt.